# Iglesia de Nuestra Señora de las Nieves (Monforte del Cid)
La iglesia parroquial de Ntra. Sra. de las Nieves. Iglesia principal de la población, de estilo gótico, construida en el (siglo XV) (aunque su construcción y ampliaciones duraron hasta el siglo XVIII) en el monte del castillo, sobre los restos de la antigua fortaleza, el Castillo de Monforte del Cid (Alicante) España.

## Origen
El origen del asentamiento es muy antiguo, puede que desde tiempos de las primeras poblaciones iberas, y su función siempre fue básicamente defensiva. Así se mantuvo bajo el dominio árabe y en los primeros tiempos de la Reconquista.

## Arquitectura

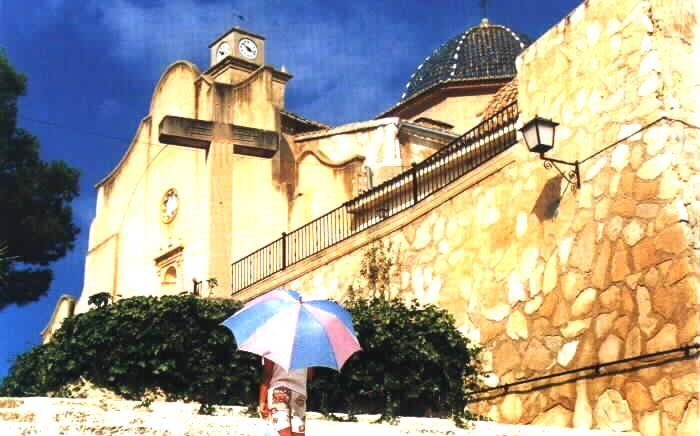
Nuestra Sra de las Nieves. Vista desde el "castillico" Foto 1994.

Desde su primera construcción, ya como Iglesia, ha sufrido numerosas modificaciones. La primera se hizo entre 1710 y 1712, afectando a la remodelación del cuerpo de la nave donde se halla la portada principal, obra del maestro cantero de Alicante José Terol el Mayor, que presenta dos cuerpos separados por un entablamento corrido, carente de decoración. 
Entre los años 1771-1772 se procedió a la ampliación y ensanche del crucero y la portada lateral de la iglesia, obra del maestro albañil de Alicante Vicente Mingot, que presenta un solo cuerpo y con un entablamento liso, sin ningún tipo de decoración, indicando claramente el paso hacia el neoclasicismo.

Vicente Mingot, a pesar de ser el introductor de la moda francesa en la decoración de las ventanas de la falsa del Ayuntamiento de Alicante , al final de su vida aún levantará una de las obras más representativas de este periodo: el presbiterio de la parroquial de Monforte del Cid, que dirigió desde 1771 hasta el 19 de febrero de 1772, en que fallece.

### Torre anterior alsigloXIII
Es de gran importancia la Torre-Campanario, restaurada en 1998. Se trata de una torre tardogótica de sillería, con una altura máxima de 30 m., que quedó constituida como campanario de la primitiva iglesia parroquial Santa María del Castillo.

## Datos genéricos
- 1 = Advocación, Nuestra Señora de las Nieves Inmaculada Concepción
- 2 = Localidad, Monforte del Cid (Alicante)
- 3 = Imagen.img,
- 4 = Diócesis, Orihuela
- 5 = Año o periodo de comienzo, s. XV
- 6 = Año o periodo de finalización/consagración, s.XVIII
- 7 = Estilo arquitectónico 1, Románico
- 8 = Estilo arquitectónico 2, Gótico
- 9 = País, España '

- Nota: (horario de misas y visitas concertadas).[4]

## Curiosidades

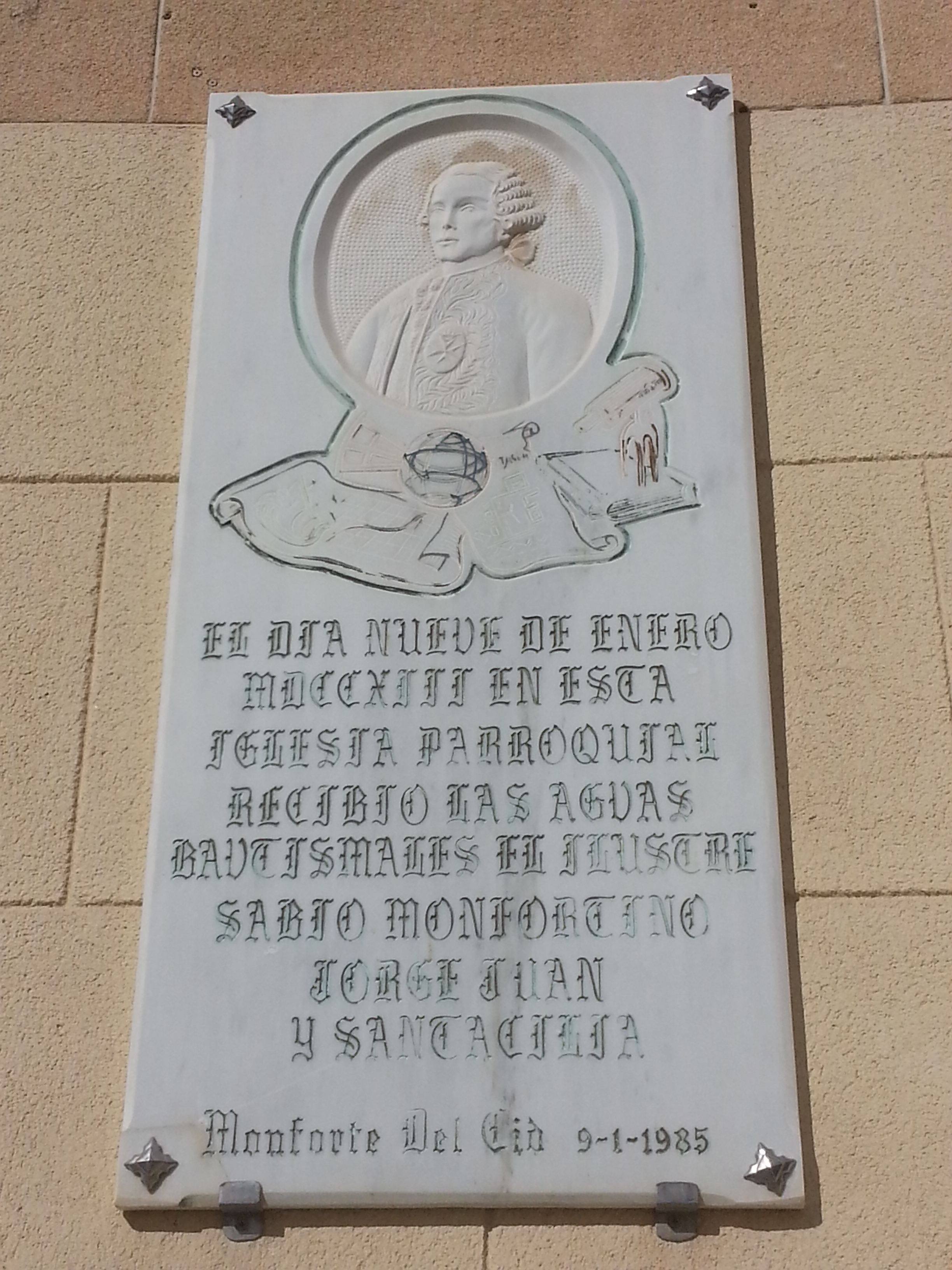

- En la plaza que da acceso a la escalinata de la Iglesia (plaza San Pascual) vivió durante algunos años -siglo XVI- San Pascual Baylón, patrón de los Congresos Eucarísticos.
- En esta iglesia recibió las aguas bautismales el célebre marino monfortino D. Jorge Juan y Santacilia en el siglo XVIII